# Salavat Julajev Ufa
Salavat Julajev Ufa (rusky Салават Юлаев Уфа) je profesionální ruský hokejový tým. Byl založen v roce 1957. Je pojmenován po Salavatu Julajevovi, baškirském národním hrdinovi.

## Úspěchy
- Vítězství v Ruské superlize: 2007–2008

- Vítězství v Kontinentální hokejové lize – Gagarinův pohár: 2010–2011

## Vývoj názvů týmu
- Trud Ufa (1957–1959)
- Gastello Ufa (1959–1962)
- Salavat Julajev Ufa (od roku 1962)

## Přehled účasti v KHL
| Rusko                       |                          |                                                               |                  |
| Sezóny                      | Soutěž                   | Play off                                                      | Kapitán          |
| 2008/2009                   | KHL Vítěz základní části | Osmifinále (prohra 1:3 na zápasy s Avangard Omsk)             | bez kapitána     |
| 2009/2010                   | KHL Vítěz základní části | Semifinále (prohra 2:4 na zápasy s Ak Bars Kazaň)             | Vladimír Antipov |
| 2010/2011                   | KHL                      | Finále (výhra 4:1 na zápasy s Atlant Mytišči) Gagarinův pohár | Viktor Kozlov    |
| 2011/2012                   | KHL                      | Osmifinále (prohra 1:4 na zápasy s Ak Bars Kazaň)             | bez kapitána     |
| 2012/2013                   | KHL                      | Čtvrtfinále (prohra 3:4 na zápasy s Ak Bars Kazaň)            | bez kapitána     |
| 2013/2014                   | KHL                      | Semifinále (prohra 1:4 na zápasy s Metallurg Magnitogorsk)    | Vitalij Proškin  |
| 2014/2015                   | KHL                      | Osmifinále (prohra 1:4 na zápasy s Metallurg Magnitogorsk)    | Děnis Chlystov   |
| 2015/2016                   | KHL                      | Semifinále (prohra 1:4 na zápasy s Metallurg Magnitogorsk)    | Igor Grigorenko  |
| 2016/2017                   | KHL                      | Osmifinále (prohra 1:4 na zápasy s Ak Bars Kazaň)             | Igor Grigorenko  |
| 2017/2018                   | KHL                      | Čtvrtfinále (prohra 2:4 na zápasy s Traktor Čeljabinsk)       | Děnis Kuljaš     |
| 2018/2019                   | KHL                      | Semifinále (prohra 2:4 na zápasy s Avangard Omsk)             | Grigorij Panin   |
| 2019/2020                   | KHL                      | play off se nedohrálo do konce                                | Grigorij Panin   |
| 2020/2021                   | KHL                      | Čtvrtfinále (prohra 0:4 na zápasy s Ak Bars Kazaň)            | Grigorij Panin   |
| 2021/2022                   | KHL                      | Čtvrtfinále (prohra 2:4 na zápasy s Traktor Čeljabinsk)       | bez kapitána     |
| 2022/2023                   | KHL                      | Osmifinále (prohra 2:4 na zápasy s Admiral Vladivostok)       | Grigorij Panin   |
| 2023/2024                   | KHL                      | Osmifinále (prohra 2:4 na zápasy s Traktor Čeljabinsk)        | Grigorij Panin   |
| 2024/2025                   | KHL                      | Semifinále (prohra 1:4 na zápasy s Lokomotiv Jaroslavl)       | Grigorij Panin   |
| Zdroj na Eliteprospects.com |                          |                                                               |                  |

## Češi a Slováci v týmu
| Ročník                                                                   | Hráči ČR                                                        | Hráči SR                         | Linky |
| ------------------------------------------------------------------------ | --------------------------------------------------------------- | -------------------------------- | ----- |
| 2001/2002                                                                | Petr Krátký                                                     | Radoslav Kropáč                  |       |
| 2002/2003                                                                | nikdo                                                           | nikdo                            |       |
| 2003/2004                                                                | nikdo                                                           | nikdo                            |       |
| 2004/2005                                                                | nikdo                                                           | nikdo                            |       |
| 2005/2006                                                                | Martin Čech, David Balazs                                       | nikdo                            |       |
| 2006/2007                                                                | Radek Philipp, Michal Mikeska                                   | nikdo                            |       |
| 2007/2008                                                                | Michal Mikeska, Miroslav Blaťák, Radek Philipp a Milan Hnilička | nikdo                            |       |
| 2008/2009                                                                | Michal Mikeska, Miroslav Blaťák, Leoš Čermák, Petr Vampola      | nikdo                            |       |
| 2009/2010                                                                | Miroslav Blaťák                                                 | nikdo                            |       |
| 2010/2011                                                                | Miroslav Blaťák, Jakub Klepiš - Gagarinův pohár                 | Tomáš Starosta - Gagarinův pohár |       |
| 2011/2012                                                                | Miroslav Blaťák, Jakub Klepiš, Jakub Nakládal                   | Richard Stehlík                  |       |
| 2012/2013                                                                | Miroslav Blaťák, Tomáš Rolinek                                  | Ivan Baranka, Štefan Ružička     |       |
| 2013/2014                                                                | nikdo                                                           | Tomáš Záborský, Štefan Ružička   |       |
| 2014/2015                                                                | nikdo                                                           | nikdo                            |       |
| 2015/2016                                                                | nikdo                                                           | nikdo                            |       |
| 2016/2017                                                                | od 26.12.2016 Tomáš Mertl                                       | nikdo                            |       |
| 2017/2018                                                                | nikdo                                                           | nikdo                            |       |
| 2018/2019                                                                | nikdo                                                           | nikdo                            |       |
| 2019/2020                                                                | nikdo                                                           | nikdo                            |       |
| 2020/2021                                                                | nikdo                                                           | nikdo                            |       |
| 2021/2022                                                                | nikdo                                                           | nikdo                            |       |
| 2022/2023                                                                | nikdo                                                           | nikdo                            |       |
| 2023/2024                                                                | nikdo                                                           | nikdo                            |       |
| 2024/2025                                                                | nikdo                                                           | nikdo                            |       |
| 2025/2026                                                                | nikdo                                                           | nikdo                            |       |
| Češi - Zdroj na Eliteprospects.com Slováci - Zdroj na Eliteprospects.com |                                                                 |                                  |       |